# Stemma di Salerno
Lo stemma della Città di Salerno è costituito di uno scudo sannitico troncato: nel primo d'azzurro è presente la figura del patrono della città, san Matteo; nel secondo fasciato d'oro e di rosso. Lo scudo è timbrato da una corona da città.

## Blasonatura

Gonfalone della città

Lo stemma ha la seguente blasonatura ufficiale:
La descrizione del gonfalone, è la seguente:

## Storia
Inizialmente lo stemma della città di Salerno era indissolubilmente legato a quello dei suoi feudatari, mutando al cambio degli stessi. Solo nel 1574 alla Municipalità di Salerno è associato uno stemma che compare per la prima volta in alcuni documenti relativi a quell'anno. È già presente la figura del santo apostolo benedicente e nel motto la città è chiamata Sancta, con la forma abbreviata S. Civitas Salerni. Nel 1597, il Mazzella così descrive lo stemma della città:
La scelta di utilizzare il santo patrono, tumulato nel duomo cittadino, risale probabilmente al 1544. Il 27 giugno di quell'anno il pirata turco Khair-ed-Din, detto Barbarossa, tentò di attaccare e saccheggiare la città di Salerno. Una tempesta riuscì, però, a distruggere la flotta corsara e ad impedire al Barbarossa di sbarcare. Il popolo salernitano attribuì al santo patrono ed alle preghiere a lui rivolte l'avvenimento e decise di onorare il santo inserendolo nello stemma cittadino, ove è rappresentato nell'atto di benedire e con la sinistra reggente il libro del suo vangelo. Una delle più antiche rappresentazioni a colori dello stemma risale al 1758 ed è presente nella chiesa della Nunziatella. In tale raffigurazione le bande orizzontali poste nella parte inferiore dello stemma presentano il colore oro anziché l'argento, probabilmente in omaggio ai colori della corona di Aragona, ovvero i cosiddetti pali d'Aragona.

Stemma disegnato da Segno Associati, in uso dal 1996 al 2011

Nel 1806, con l'avvento di Gioacchino Murat e dei napoleonidi, tutti i comuni del Regno delle Due Sicilie devono per regio decreto n. 263 del 1º dicembre 1806, uniformare i propri stemmi alla normativa vigente. Come unico simbolo comunale si prevedeva l'impiego dello stemma della casa reale nel cui contorno ogni comune poteva incidere il proprio nome come segno di distinzione.  Lo stemma napoleonico era dunque costituito di uno scudo con, nella parte superiore, lo stemma del regno di Napoli, composto di due cornucopie d'oro e un delfino d'argento in campo azzurro, e, nella parte inferiore, lo stemma del regno di Sicilia, una trinacria d'argento in campo d'oro. In mezzo ai due stemmi si trovava lo scudo dell'impero francese, ornato della corona imperiale. Il tutto decorato con la collana della Legion d’onore e il manto reale della monarchia.
Stessa sorte toccherà con la restaurazione dei Borboni che, con una nota del 10 giugno 1815, decreteranno che gli stemmi comunali saranno composti dal suggello reale con in aggiunta un elemento ellittico contenente il nome della città. Con l'Unità d'Italia, l'intendente del Principato Citeriore, invita i sindaci a scegliere come stemma cittadino le armi di casa Savoia con l'epigrafe di Vittorio Emanuele III re d'Italia.
In seguito, una legge del 5 marzo 1865 fa entrare in vigore anche per i territori di recente annessione diverse leggi dello stato sabaudo. Tra queste ve ne è una del 1859 nella quale si danno specifiche indicazioni ai comuni sugli stemmi da adottare. I comuni dovevano fare richiesta della concessione dello stemma con delle lettere patenti alle quali doveva essere allegata una minuta dello stemma previsto.
Nel libro Descrizione degli stemmi delle principali città del Regno d'Italia del 1867 è blasonato: «Troncato: al primo; di rosso al semibusto del Santo Apostolo Matteo al naturale, movente dalla partizione : al secondo ; d'argento a due fascie d'azzurro.»
È importante rilevare come, nei primi decenni dell'unità d'Italia scompaia la figura di san Matteo dallo stemma comunale. Al suo posto, sempre in campo azzurro, una stella a cinque punte; nella parte bassa compaiono sempre tre fasce rosse ed altrettante oro. Questa versione dello stemma è, ad esempio, riscontrabile all'interno del teatro Verdi o nel cortile del liceo ginnasio statale Torquato Tasso. Per alcuni decenni le due versioni dello stemma convivranno.
Una prima richiesta ufficiale di riconoscimento dello stemma cittadino sarà inoltrata dal comune di Salerno il 3 febbraio 1939, dopo che un decreto legge del 1924 aveva vietato a qualsiasi ente di utilizzare stemmi, gonfaloni e sigilli non approvati dalla Consulta araldica. A queste norme si aggiungevano anche quelle del 1928 e del 1933 che imponevano la presenza del Fascio Littorio. A disegnare lo stemma cittadino fu incaricato il maestro Pasquale Avallone, ma la Consulta Araldica propose alcune variazioni allo stemma, come l'eliminazione della corona murata, la mano del santo in posizione benedicente e non tenente una penna, la sostituzione con fasce d'argento delle fasce d'oro, che riproponevano un'immagine dello stemma maggiormente legato alle prime versioni cinquecentesche e che non furono accolte dal Comune, oramai tradizionalmente legato ai colori cittadini ed allo stemma riprodotto da diversi anni sulla maggior parte degli edifici pubblici della città. L'approvazione definitiva ed il riconoscimento del titolo di città, per antico diritto, si ebbe con DPCM del 23 giugno 1949.
Dopo circa quarant'anni, per porre fine alla confusione e all'assenza di uniformità che circondava la riproduzione e l'utilizzo dello stemma comunale e data la necessità di una versione digitale dello stesso, nel 1996, l'amministrazione De Luca, affidò alla ditta Segno Associati il compito di ridisegnare lo stemma comunale. Nel solco della battaglia per l'istituzione della facoltà di medicina nell'università di Salerno, fu anche aggiunta la dicitura HIPPOCRATICA CIVITAS, appellativo della città risalente al medioevo e strettamente legato alla storia della famosa scuola medica salernitana e già presente anche nel sigillo dell'ateneo cittadino.

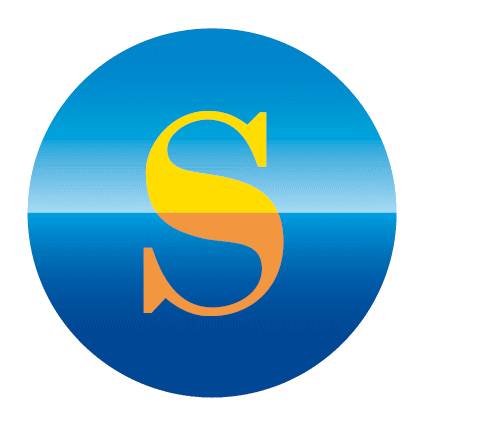
Brand Salerno

Nel 2011, fu incaricato il designer di fama mondiale Massimo Vignelli di ridisegnare l'aspetto dello stemma e di creare un brand commerciale per la città da affiancare al classico simbolo istituzionale. Tale brand, ha lo scopo di pubblicizzare e valorizzare le iniziative culturali, gli eventi artistici o enogastronomici della città nel mondo, nella scia del grande processo di affermazione della realtà salernitana nel panorama nazionale ed internazionale con l'ausilio delle grande firme dell'architettura contemporanea, del design e dei grandi risultati nei campi del trattamento dei rifiuti o delle energie rinnovabili e le politiche sociali. Il designer milanese ha, dunque, sintetizzato alcuni aspetti della città (cielo, sole, orizzonte, mare, tramonto, delfino ed ippocampo) nella creazione di un logo “che durasse nel tempo” e lo rendesse, nella sua semplicità, facilmente riconducibile alla città di Salerno. Per quanto riguarda lo stemma istituzionale, Vignelli ha voluto rendere l'idea di un sigillo, di un timbro apposto sui documenti ufficiali. Pertanto, è stata mantenuta inalterata la forma grafica del 1996, rendendo lo stemma come "abbracciato" dai due rami di quercia e di ulivo e dalla dicitura del comune per andare a formare, così, una figura circolare.